# Iulus kraepelinorum
Iulus kraepelinorum är en mångfotingart som beskrevs av Robert Latzel 1895. Iulus kraepelinorum ingår i släktet Iulus och familjen kejsardubbelfotingar. Inga underarter finns listade i Catalogue of Life.